# Psila perpolita
Psila perpolita är en tvåvingeart som först beskrevs av Johnson 1920.  Psila perpolita ingår i släktet Psila och familjen rotflugor. Inga underarter finns listade i Catalogue of Life.